# كأس تونس للكرة الطائرة للرجال 1986–87
كأس تونس للكرة الطائرة للرجال 1986-1987 هو الموسم رقم 31 من كأس تونس للكرة الطائرة للرجال.

فاز بهذا الموسم النادي الرياضي الصفاقسي.

## روابط خارجية
- الموقع الرسمي للجامعة التونسية للكرة الطائرة.